# نبرد لووف (۱۹۱۸)
نبرد لووف یا دفاع از لووف (obrona Lwowa) یک درگیری شش‌ماهه بود که از نوامبر ۱۹۱۸ تا مه ۱۹۱۹ در گالیسیا رخ داد. این درگیری پس از انحلال اتریش-مجارستان میان نیروهای محلی جمهوری خلق اوکراین غربی و نیروهای مقاومت لهستان ساکن شهر رخ داد که در نهایت با آمدن ارتش لهستان نتیجه به نفع لهستانی‌ها رقم خورد. این درگیری نقطه آغاز جنگ لهستان و اوکراین بود که نهایتاً با پیروزی لهستان پایان یافت.

## پیش‌زمینه
این شهر را لهستانی‌ها لووف، اوکراینی‌ها لویو و اتریشی‌ها لمبرگ می‌خواندند. لووف بزرگ‌ترین شهر ناحیه گالیسیای شرقی بود که براساس سرشماری سال ۱۹۱۴ اتریشی‌ها ۵۱٪ جمعیت آن پیرو کلیسای کاتولیک، ۲۸٪ یهودی و ۱۹٪ پیرو کلیسای کاتولیک یونانی اوکراین بودند. از نظر زبانی هم با ۸۶٪ زبان لهستانی و ۱۱٪ با زبان اوکراینی صحبت می‌نمودند. در ناحیه گالیسیای شرقی ۶۱٪ مردم اوکراینی و ۲۷٪ لهستانی بودند که اوکراینی‌ها بیشتر در نواحی روستایی و لهستانی‌ها در شهرها زندگی می‌کردند. این شهر که پس از تقسیم لهستان به اتریش رسیده بود یکی از مراکز فرهنگی و فکری لهستانی‌ها به حساب می‌آمد.
به دلیل مداخله ارشیدوک ویلهلم اتریش که هویت اوکراینی را پذیرفته و خود را یک ملی‌گرای اوکراینی می‌دانست دو هنگ از نیروهای ارتش اتریش-مجارستان که بیشترشان اوکراینی بودند به شهر آورده شدند و واحدهای متشکل از لهستانی‌ها به جبهه‌های دیگر برده شدند تا از درگیری میان طرفین ممانعت به عمل آید. افزون بر این واحد تفنگداران سیچ اوکراینی که در بوکوفینا مستقر بود هم قرار بود به لووف آورده شود. رادا ملی اوکراینی‌ها (مجلسی متشکل از نمایندگان اوکراینی در مجلسین امپراتوری اتریش-مجارستان و شورای گالیسیا و بوکوفینا) در نظر داشت که تأسیس جمهوری خلق اوکراین غربی را در ۳ نوامبر ۱۹۱۸ اعلام نماید اما با رسیدن خبر نزدیکی هیئت لهستانی این تاریخ را به ۱ نوامبر تغییر داد.

## اشغال توسط اوکراینی‌ها

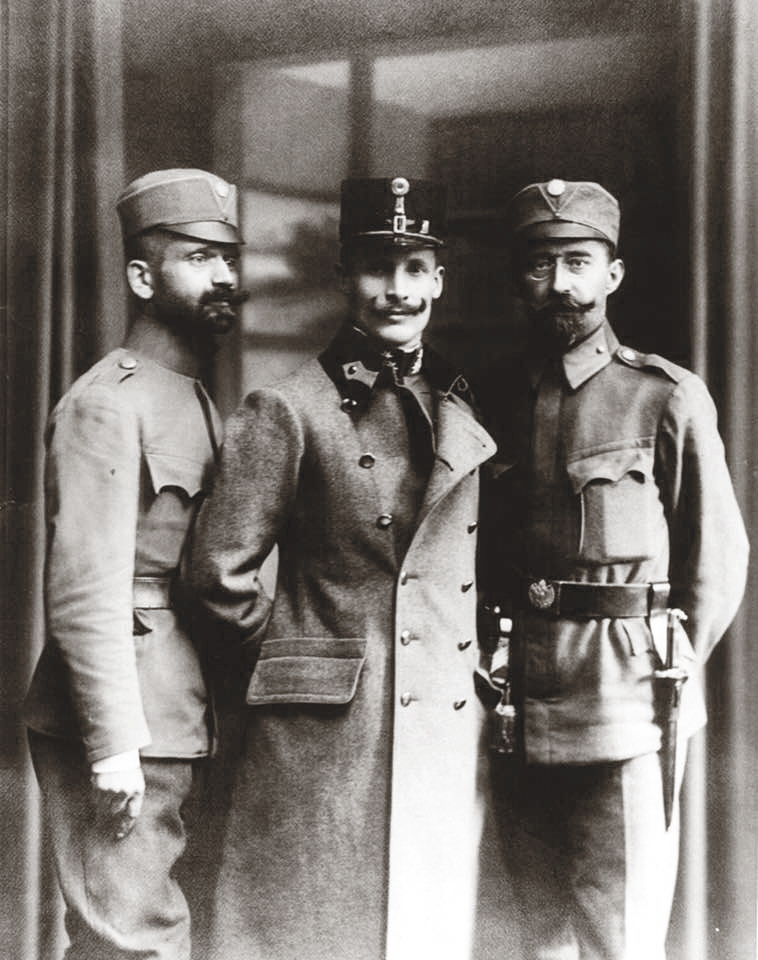
دمیترو ویتوفسکی ایستاده در وسط به همراه دو افسر دیگر، ۱۹۱۸ میلادی

بین ساعت ۳:۳۰ تا ۴:۰۰ صبح روز ۱ نوامبر ۱۹۱۸ سربازان اوکراینی ضمن تصرف تمامی اماکن نظامی و عمومی لووف پرچم اوکراین را در سرتاسر شهر برافراشته و ایجاد دولت اوکراین را اعلام نمودند. فرماندار اتریشی شهر بازداشت شد و قدرت به معاون او رسید که اقتدار عالی رادا ملی اوکراین را به رسمیت می‌شناخت. فرمانده نظامی اتریشی شهر نیز از زیردستان خود خواست تا قدرت رادا را به رسمیت بشناسند. سرهنگ دمیترو ویتوفسکی فرمانده کل نیروهای اوکراینی در لوو شد که شامل ۶۰ افسر و ۱۲۰۰ سرباز بودند. لووف به عنوان پایتخت جمهوری خلق اوکراین غربی اعلام شد که بر گالیسیای شرقی، کوه‌های کارپات تا روستای کومانگچا و جمهوری کومنسزا، روسینیای کارپاتی و شمال بوکوفینا ادعا داشت. با این حال عمده نواحی مورد ادعا و از جمله خود شهر لووف از نظر بسیاری از اهالی جزوی از خاک لهستان محسوب می‌شدند. از جمعیت ساکن شهر اوکراینی‌ها به گرمی از اعلام جمهوری اوکراینی استقبال می‌کردند و جمعیت قابل توجه یهودیان شهر هم بی‌طرف بودند اما جمعیت لهستانی ساکن شهر از اینکه ناگهان جزوی از یک کشور اوکراینی شده بودند متعجب شدند.

## مقاومت لهستانی‌ها
نیروهای لهستانی که در ابتدا متشکل از یک گروه دویست نفره از سازمان نظامی لهستان بودند با ۶۴ اسلحه قدیمی مقاومت را در یک مدرسه در حومه غربی شهر سازمان دادند. طی روزهای بعد صدها لهستانی که عمدتاً متشکل از جوانان عضو انجمن پیشاهنگی و راهنمایی لهستان بودند به مقاومت کنندگان پیوستند و توانستند قسمت‌هایی از نواحی غربی شهر را بازپس بگیرند اما مرکز شهر همچنان در تصرف اوکراینی‌ها بود.

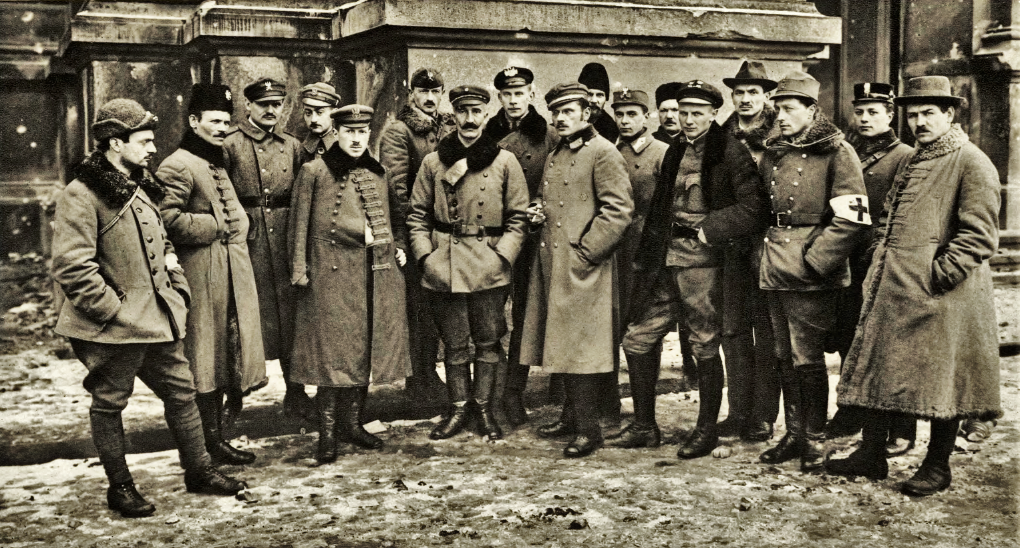
فرماندهی عالی لهستان در دفاع از لووف، ۱۹۱۸

اوکراینی‌ها علی‌رغم برتری تسلیحاتی با محیط شهر ناآشنا بودند و آمادگی جنگ شهری را نداشتند. همچنین واحد تفنگداران سیچ اوکراینی که از بوکوفینا در حال نزدیکی به شهر بود به دلیل مقاومت لهستانی‌ها متوقف شده بود. آشنایی لهستانی‌ها با محیط شهر در روزهای ابتدایی نقش بسیار حیاتی را ایفا کرد. در ادامه درگیری‌ها تعداد نیروهای لهستانی به ۶۰۰۰ تن رسید که از این میان ۱۴۰۰ نفر از دانش‌آموزان و جوانان شهر بودند که به واسطه شجاعت و دلاوریشان در نبرد به عقاب‌های جوان لووف مشهور شدند. همچنین تعدادی جنایتکار خرده‌پا در میان لهستانی‌ها حضور داشتند که به سرعت به دلیل شجاعتشان معروف شدند. در روز ۳ نوامبر بالاخره تعدادی از واحدهای تفنگداران سیچ توانستند وارد شهر شده و فرماندهی نیروهای اوکراینی به سرهنگ هنات استوانیف سپرده شد. در همین روز لهستانی‌ها به ایستگاه مرکزی قطار شهر حمله‌ور شده و توانستند ضمن تصرف آن دو قطار مهمات و تسلیحات اوکراینی‌ها را تصاحب نمایند که برتری تسلیحاتی اوکراینی‌ها را کاهش می‌داد. در ۵ نوامبر اوکراینی‌ها از قسمت غربی شهر عقب‌نشینی کردند اما حملات متعدد لهستانی‌ها برای تصرف مرکز شهر هم ناموفق بود و خط تماس نیروهای طرفین تثبیت شد.
در ۱۱ نوامبر ۱۹۱۸ کشور لهستان استقلال خود را اعلام کرد و روز بعد اولین واحدهای ارتش لهستان تحت فرمان ژنرال واتسواو استاچویچ وارد پرزمیسی در ۷۰ کیلومتری لووف شدند. اوکراینی‌ها که این حرکت را تلاشی از جانب لهستانی‌ها برای شکستن محاصره شهر می‌دیدند یک حمله تمام عیار بر علیه بخش غربی شهر را آغاز نمودند که علی‌رغم درگیری‌های گسترده از ۱۳ تا ۱۵ نوامبر با مقاومت لهستانی‌ها حمله اوکراینی‌ها ناموفق ماند و در ۱۸ نوامبر آتش‌بس امضا شد.

## عقب‌نشینی اوکراینی‌ها
با ورود نخستین واحدهای لهستانی شامل ۱۴۰ افسر، ۱۲۲۸ سرباز و ۸ قبضه توپ تحت فرمان سرهنگ میخال توکاژفسکی-کاراژویش به شهر در ۲۱ نوامبر اوکراینی‌ها از گورستان لیچاکیو که نقطه مهمی محسوب می‌شد عقب رانده شدند و روز بعد به صورت کامل شهر را ترک کردند در حالی که همچنان از سه طرف لووف را در محاصره داشتند.

## پوگروم لووف
پس از اشغال شهر توسط لهستانی‌ها گروهی از سربازان و جنایتکاران اقدام به غارت شهر نمودند که در نتیجه این آشوب دو روزه نزدیک به ۳۴۰ نفر از شهروندان کشته شدند که ۲/۳ ایشان اوکراینی و باقی یهودی بودند. اتهام یهودیان همکاری با اوکراینی‌ها بود و تخمین زده می‌شود که ۱۵۰ یهودی کشته و ۵۰۰ مغازه یهودی غارت شدند. پس از برقراری نظم در شهر، مقامات لهستانی تعدادی از افرادی را که در این آشوب‌ها دست داشتند را تنبیه نمودند.

## محاصره اوکراینی‌ها و پیروزی لهستانی‌ها

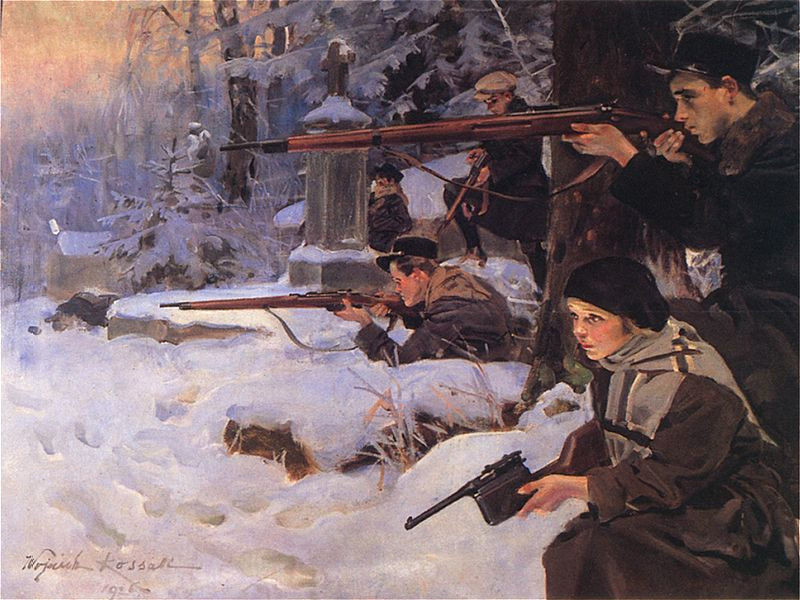
نبرد بر سر گورستان لیچاکیو اثر وویچخ کوزاک

نبرد بر سر شهرهای مورد مناقشه و از جمله شهر لووف تا مه ۱۹۱۹ ادامه یافت. پس از عقب‌نشینی اوکراینی‌ها در نوامبر آن‌ها شهر را از سه جهت محاصره کردند و تنها راه ارتباطی لهستانی‌ها با شهر از طریق راه‌آهن پزمیشل بود. نظر به اهمیت این خط راه‌آهن درگیری‌های بسیاری بر سر آن انجام گرفت و حتی در مقاطعی از قطار زرهی استفاده شد.
اوکراینی‌ها در نوامبر ۱۹۱۸ و فوریه ۱۹۱۹ حملاتی را برای تصرف شهر آغاز نمودند که بی‌نتیجه بود. در ۲۴ فوریه ۱۹۱۹ با فشار متفقین آتش‌بس موقتی میان طرفین برقرار شد.
درگیری میان طرفین دوباره در مارس ۱۹۱۹ آغاز شد تا آنکه تهاجم سراسری لهستانی‌ها در گالیسیای شرقی در مه ۱۹۱۹ اوکراینی‌ها را مجبور به عقب‌نشینی کرد و نبرد ۶ ماهه برای شهر لووف پایان یافت.

## نتایج
مورخان لهستانی از این نبرد به عنوان آخرین نبرد متمدنانه یاد می‌کنند زیرا ضعف قوای طرفین و نبود سلاح‌های سنگین باعث شد تلفات غیرنظامی بسیار کم باشد و آسیب‌های اندکی به بافت شهر وارد شود. ساختمان‌های مهم مانند بیمارستان‌ها، پمپ‌های آب و نیروگاه‌ها به عنوان مناطق غیرنظامی معرفی شدند و آتش‌بس‌های موقت به صورت روزانه میان طرفین برقرار می‌شد. موقعیت‌های زیادی وجود داشت که دو طرف در زمان آتش‌بس با همدیگر فوتبال بازی می‌کردند یا مهمانی می‌گرفتند. یک افسر لهستانی در خاطرات خویش ذکر می‌نماید که در یکی از آتش‌بس‌ها افسری اوکراینی آنقدر در میان لهستانی‌ها مست کرد که خواب رفت و پس از پایان آتش‌بس بیدار شد، طرفین به سرعت آتش‌بس دیگری را اعلام نمودند تا افسر اوکراینی به نزد واحد خودش بازگردد.
تلفات لهستانی‌ها در نبرد لووف ۴۳۹ تن بود که از این میان ۱۲۰ نفر دانش‌آموز و ۷۶ نفر دانشجو دانشگاه لووف بودند. بیشتر این افراد در گورستان مدافعان لووف دفن شدند.